# Go to Church
"Go to Church" é o segundo single oficial do álbum Laugh Now, Cry Later, de Ice Cube. A canção tem as participações de Snoop Dogg e Lil Jon. A canção é também produzida por Lil Jon e um video clipe foi lançado para a canção. 

## Video clipe
O clipe apresenta Jon tocando um órgão elétrico e Ice Cube e Snoop Dogg andando de bicicletas rebaixadas. Don "Magic" Juan, The Clipse, Bubba Sparxxx, WC, Ying Yang Twins, DJ Crazy Toones, e Katt Williams fazem aparições no video clipe.

## Posições nas paradas
| Parada                                          | Posição |
| ----------------------------------------------- | ------- |
| Estados Unidos (Bubbling Under Hot 100 Singles) | 21      |
| Estados Unidos (Billboard R&B/Hip-Hop Songs)    | 67      |
| Israel (Top 20 Hip Hop Chart)                   | 16      |
| Estados Unidos (Billboard Hot Rap Songs)        | 25      |